# Total physical response
 (janvier 2022).
Si vous disposez d'ouvrages ou d'articles de référence ou si vous connaissez des sites web de qualité traitant du thème abordé ici, merci de compléter l'article en donnant les références utiles à sa vérifiabilité et en les liant à la section « Notes et références ».
 (janvier 2022).
La mise en forme du texte ne suit pas les recommandations de Wikipédia : il faut le « wikifier ».
Les points d'amélioration suivants sont les cas les plus fréquents :
- Les titres sont pré-formatés par le logiciel. Ils ne sont ni en capitales, ni en gras.
- Le texte ne doit pas être écrit en capitales (les noms de famille non plus), ni en gras, ni en italique, ni en « petit »…
- Le gras n'est utilisé que pour surligner le titre de l'article dans l'introduction, une seule fois.
- L'italique est rarement utilisé : mots en langue étrangère, titres d'œuvres, noms de bateaux, etc.
- Les citations ne sont pas en italique mais en corps de texte normal. Elles sont entourées par des guillemets français : « et ».
- Les listes à puces sont à éviter, des paragraphes rédigés étant largement préférés. Les tableaux sont à réserver à la présentation de données structurées (résultats, etc.).
- Les appels de note de bas de page (petits chiffres en exposant, introduits par l'outil «  Source ») sont à placer entre la fin de phrase et le point final[comme ça].
- Les liens internes (vers d'autres articles de Wikipédia) sont à choisir avec parcimonie. Créez des liens vers des articles approfondissant le sujet. Les termes génériques sans rapport avec le sujet sont à éviter, ainsi que les répétitions de liens vers un même terme.
- Les liens externes sont à placer uniquement dans une section « Liens externes », à la fin de l'article. Ces liens sont à choisir avec parcimonie suivant les règles définies. Si un lien sert de source à l'article, son insertion dans le texte est à faire par les notes de bas de page.
- La présentation des références doit suivre les conventions bibliographiques. Il est recommandé d'utiliser les modèles {{Ouvrage}}, {{Chapitre}}, {{Article}}, {{Lien web}} et/ou {{Bibliographie}}. Le mode d'édition visuel peut mettre en forme automatiquement les références.
- Insérer une infobox (cadre d'informations à droite) n'est pas obligatoire pour parachever la mise en page.

Pour une aide détaillée, merci de consulter Aide:Wikification.
Si vous pensez que ces points ont été résolus, vous pouvez retirer ce bandeau et améliorer la mise en forme d'un autre article.
La méthode TPR (Total Physical Response) est une méthode d'enseignement des langues mise au point par James Asher, professeur émérite de psychologie à l'université d'État de San José. Elle est basée sur la coordination du langage et du mouvement physique. Dans la TPR, les instructeurs donnent des ordres aux étudiants dans la langue cible en faisant des mouvements du corps, et les étudiants répondent par des actions du corps entier.
Cette méthode est un exemple de l'approche compréhensive de l'enseignement des langues. L'écoute et la réponse (avec des actions) ont deux objectifs : C'est un moyen de reconnaître rapidement le sens de la langue en cours d'apprentissage, et un moyen d'apprendre passivement la structure de la langue elle-même. La grammaire n'est pas enseignée de manière explicite mais peut être apprise à partir de l'apport linguistique. La TPR est un moyen précieux d'apprendre le vocabulaire, en particulier les termes idiomatiques, par exemple les verbes à particule.
Asher a développé la TPR à la suite de ses expériences d'observation de jeunes enfants apprenant leur première langue. Il a remarqué que les interactions entre parents et enfants prenaient souvent la forme d'un discours du parent suivi d'une réponse physique de l'enfant. Asher a formulé trois hypothèses sur la base de ses observations : premièrement, la langue s'apprend principalement par l'écoute ; deuxièmement, l'apprentissage de la langue doit mobiliser l'hémisphère droit du cerveau ; et troisièmement, l'apprentissage de la langue ne doit pas impliquer de stress.
La réponse physique totale est souvent utilisée parallèlement à d'autres méthodes et techniques. Elle est populaire auprès des débutants et des jeunes apprenants, bien qu'elle puisse être utilisée avec des étudiants de tous niveaux et de tous âges.

## Contexte
James Asher a développé la méthode TPR à la suite de son observation du développement du langage chez les jeunes enfants. Asher a constaté que la plupart des interactions que les jeunes enfants vivent avec leurs parents ou d'autres adultes combinent des aspects verbaux et physiques. L'enfant répond physiquement à la parole du parent, et le parent renforce les réponses de l'enfant par d'autres paroles. Cela crée une boucle de rétroaction positive entre le discours du parent et les actions de l'enfant. Asher a également observé que les jeunes enfants passent généralement beaucoup de temps à écouter le langage avant de tenter de parler, et qu'ils peuvent comprendre et réagir à des énoncés beaucoup plus complexes que ceux qu'ils peuvent produire eux-mêmes.
À partir de ses expériences, Asher a défini trois hypothèses principales sur l'apprentissage des secondes langues, qui s'incarnent dans la méthode de la réponse physique totale. La première est que le cerveau est naturellement prédisposé à apprendre une langue par l'écoute. Plus précisément, Asher affirme que les apprenants intériorisent mieux la langue lorsqu'ils répondent par des mouvements physiques à l'apport linguistique. Asher émet l'hypothèse que la parole se développe naturellement et spontanément après que les apprenants ont intériorisé la langue cible par le biais de l'input, et qu'elle ne doit pas être forcée. Selon les propres mots d'Asher :
« A reasonable hypothesis is that the brain and the nervous system are biologically programmed to acquire language, either the first or the second in a particular sequence and in a particular mode. The sequence is listening before speaking and the mode is to synchronise language with the individual's body. »
— James J. Asher
        
« Une hypothèse raisonnable est que le cerveau et le système nerveux sont biologiquement programmés pour acquérir le langage, soit le premier, soit le second, dans une séquence particulière et selon un mode particulier. La séquence consiste à écouter avant de parler et le mode consiste à synchroniser le langage avec le corps de l'individu. »
La deuxième hypothèse d'Asher est qu'un apprentissage efficace des langues doit faire appel à l'hémisphère droit du cerveau. Le mouvement physique est contrôlé principalement par l'hémisphère droit, et Asher considère que le couplage du mouvement avec la compréhension du langage est la clef de l'acquisition du langage. Il affirme que l'apprentissage de l'hémisphère gauche doit être évité et que l'hémisphère gauche a besoin d'une grande expérience de l'apport de l'hémisphère droit avant de pouvoir parler naturellement.
La troisième hypothèse d'Asher est que l'apprentissage des langues ne devrait pas impliquer de stress, car le stress et les émotions négatives inhibent le processus naturel d'apprentissage des langues. Il considère la nature stressante de la plupart des méthodes d'enseignement des langues comme l'une de leurs principales faiblesses. Asher recommande aux enseignants de se concentrer sur le sens et le mouvement physique pour éviter le stress.
Le principal texte sur la méthode TPR est Learning Another Language through Actions de James Asher, publié pour la première fois en 1977.